# Villa Gadelius, Saltsjöbaden

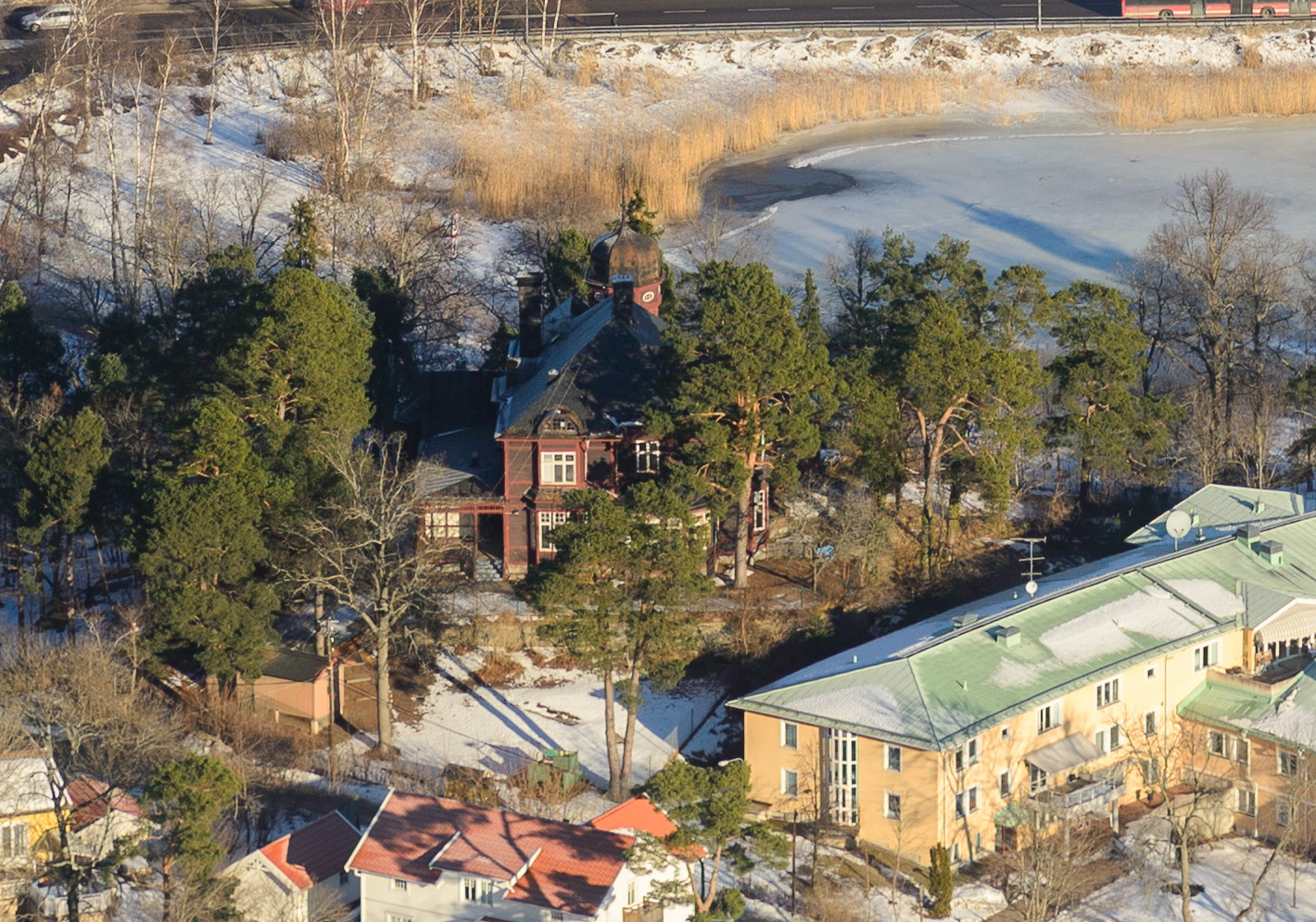
Villa Gadelius 2013, till höger syns Sjötäppans äldreboende.

Villa Gadelius (ursprungligt namn Villa Sjötäppan) är en byggnad vid Sjötäppsvägen 1 i Saltsjöbaden, Nacka kommun. Villan ritades 1896 för bankdirektören Carl Jansson och förvärvades 1928 av affärsmannen Knut Gadelius som gav huset dess alternativa namn. Med sin höga placering vid Neglingeviken har villan blivit ett välkänt landmärke för omgivningen. Enligt Nacka kommun har byggnaden "en välhållen äldre karaktär och kan därför betraktas som ett för kulturmiljövården särskilt värdefullt objekt". 

## Historik

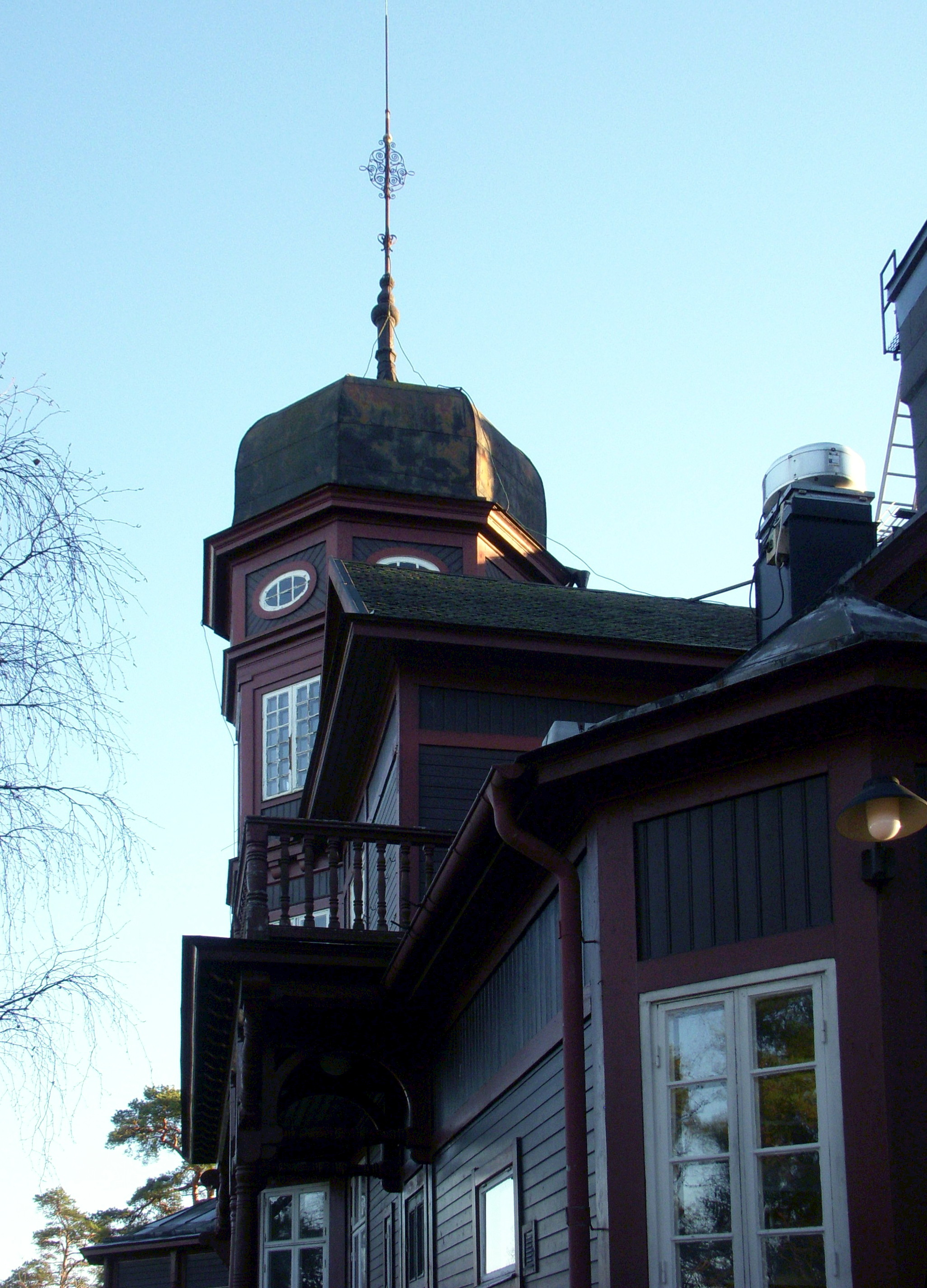
Tornet.

På en kulle vid Neglingevikens norra strand, den så kallade Kaptensbacken, uppfördes 1896 en trävilla för bankdirektören Carl Jansson, kompanjon med bland annat Ernest Thiel. Även Thiel hade en villa i Saltsjöbaden, Villa Bikupan från 1892. Tomten begränsas idag av Neglingevägen och Sjötäppsvägen och omfattar 13 282 m², men var ursprungligen dubbelt så stor. På en tomtkarta från 1916 avtecknar sig Janssons fastighet som den i särklass största på Neglingehöjden. Till arkitekt anlitade Jansson Gustaf Wickman som var välkänd i bankkretsar på grund av sina många bankhusuppdrag. 
Wickman ritade ett delvis spånklädd trähus i nationalromantisk stil och gav byggnaden två våningar, ett torn i nordöstra fasaden och en stor, öppen veranda i motsatta hörnet. Vid norra ytterväggen placerade arkitekten, på engelsk vis, en hög skorsten. Fasaderna avfärgades i brun kulör, listverk samt räcken fick en faluröd nyans. Husets olika byggnadskroppar, verandor, burspråk och pittoreska utbyggnader ger inte samma stramhet som exempelvis Villa Lugnet (ritad 1893 av Ferdinand Boberg). Men byggnaden får ändå ses som en typisk representant för den välbeställda borgerlighetens arkitektursmak från tiden.

## Husets vidare öden
År 1928 flyttade familjen Gadelius tillbaka till Sverige från Japan och köpte då ”den tornprydda villan på höjden av Sjötäppan” i Saltsjöbaden, som de sedan kallade ”Villa Gadelius”. År 1930 såldes halva tomten till Saltsjöbadens köping och en ny stadsplan fastställdes för området. Då drogs Neglingevägen fram genom trädgården ner till lindallén, som var villans infart, och som fortfarande delvis finns kvar vid stranden. Efter Knut Gadelius bortgång 1932 bodde änkan, Gabriella Gadelius, kvar med sina sju barn, fem söner och två döttrar. Bland sönerna fanns Knut Saburo Gadelius (1921-1989), som 1961 lät bygga Villa Gadelius på Lidingö efter ritningar av arkitekt Ralph Erskine.
År 1949 förvärvats även Villa Gadelius restfastighet av Saltsjöbadens köping, som 1953 lät uppföra ålderdomshemmet Sjötäppan direkt söder om villan. Samtidigt ändrades villans användning från bostadsändamål till allmänt ändamål. Därefter hyrdes villan ut för ateljé, förskola och ungdomsgård. Ålderdomshemmet byggdes till 1964 och 1992. År 2014 fanns korttidsboende för flyktingar i villan och i slutet av 2015 stod huset obebodd. Spånbeklädnaden är numera utbytt mot panel i olika riktningar och interiören anpassad till tidigare verksamhet som förskola.
I en begäran om planbesked för fastigheten Neglinge 13:5 (Villa Gadelius) från augusti 2014 önskade Nacka kommuns fastighetskontor möjliggöra avstyckning av villan från Sjötäppans pensionärshem och ändra användningen tillbaka från allmänt ändamål till bostadsändamål. Meningen är att kunna sälja villan som bostadsfastighet.
Nacka kommun meddelade 2016 att Villa Gadelius skulle hyras ut till företaget Jobblotsen som ska driva hem för 14 afghanska pojkar/ungdomar. Boende i området organiserade sig och påpekade det olämpliga i detta samt hur kommunen brustit i såväl analys som kommunikation och inhämtande av grannsamtycke. De boende föreslog även att man skulle låta flyktingfamiljer bo i villan istället för ungdomar/män och det blev också det som skedde.

## Bilder

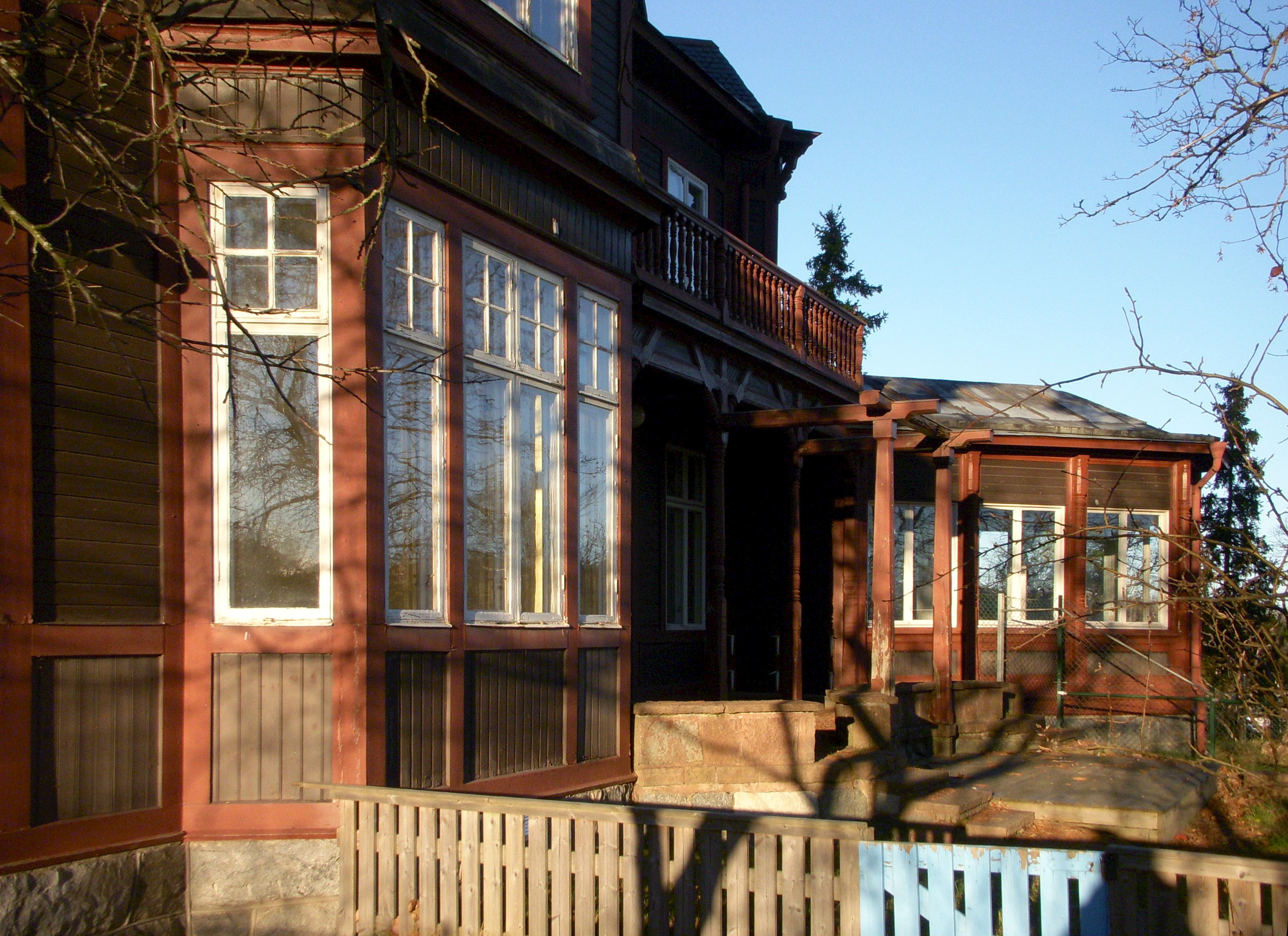
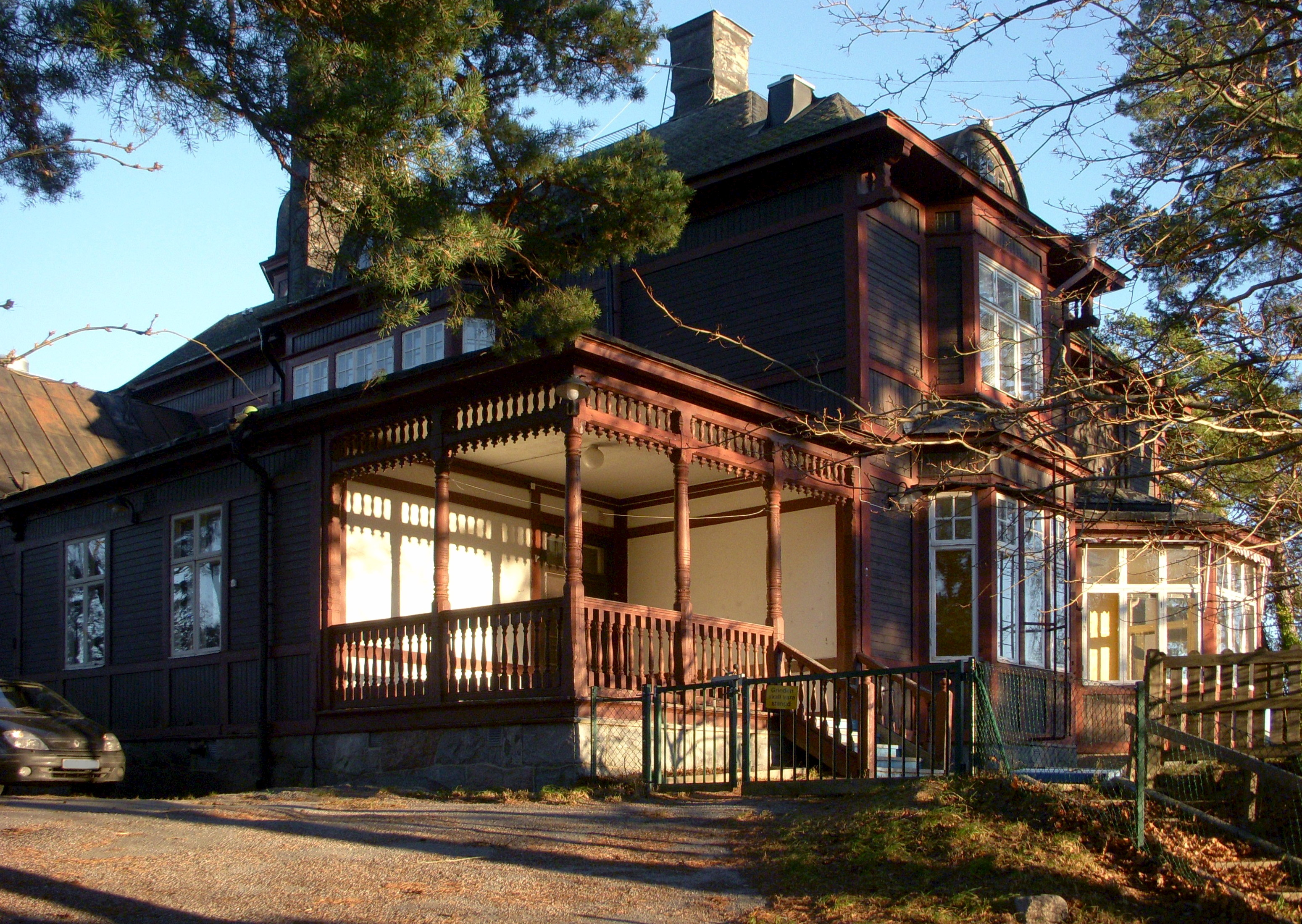
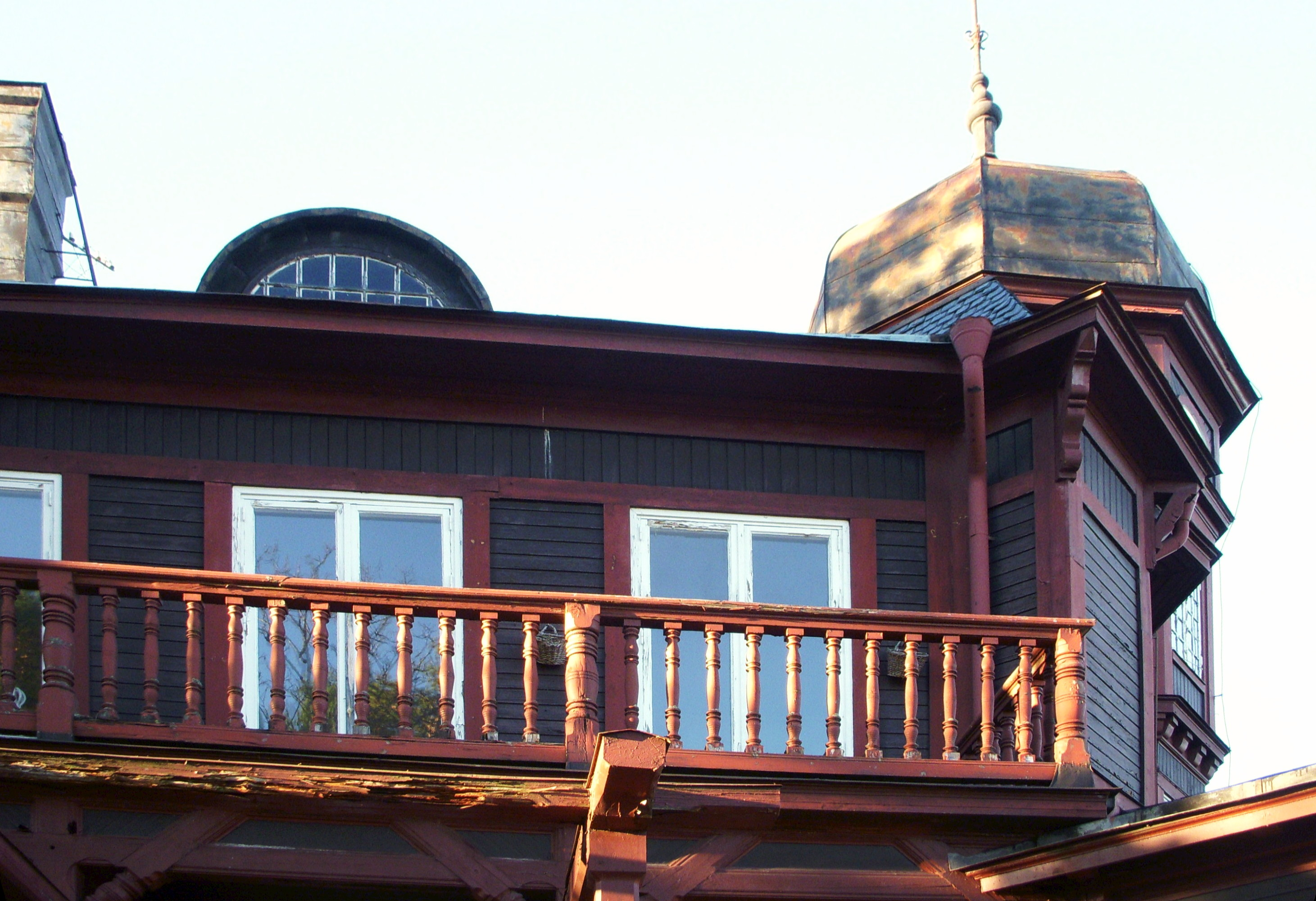
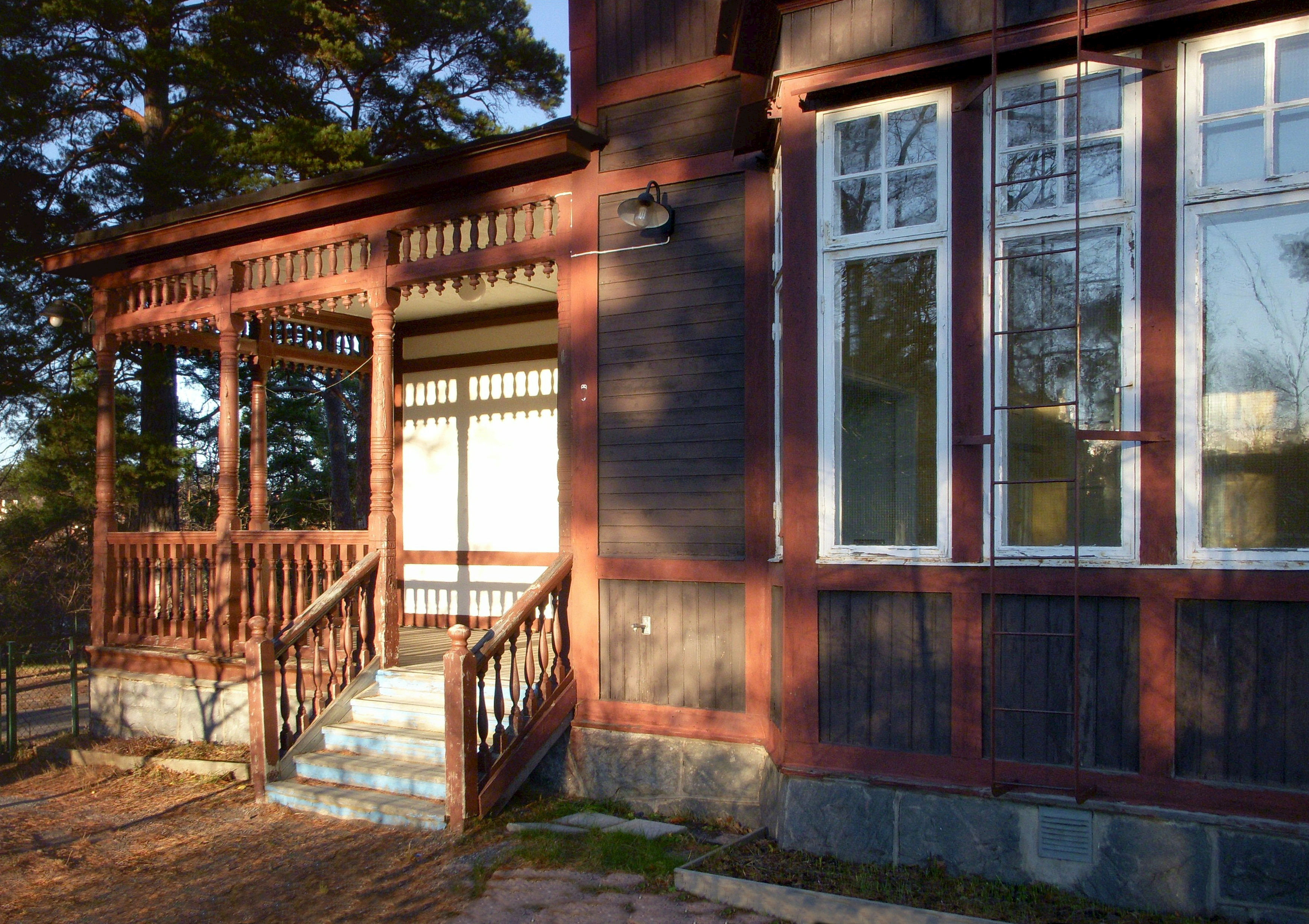